# Győr gazdasága
Győr gazdasága a rendszerváltás óta jelentősen átalakult. A gazdasági szerkezet viszonylag gyors és sikeres átalakulás, alkalmazkodása a piacgazdaság körülményeihez, több tényezőre vezethető vissza:
- Győr kedvező földrajzi fekvése, elsősorban az országhatártól való távolság, illetve földrajzi közelség a nyugat-európai felvevőpiacokhoz
- Szakképzett munkaerő jelenléte
- A város tudatos gazdaságszervező politikája
- A munkaerőképzés, -oktatás magas színvonala.

## Története

### A rendszerváltás óta
A fejlődés gyökerei a városra jellemző ipari hagyományokban rejlenek. A rendszerváltás után számos új, külföldi vállalkozás telepedett le a városban a meg lévő iparágakhoz kapcsolódva, mint pl. Audi, Amaco, Skiny, Wolf (ma Chio). Új iparágak is megjelentek a városban, amelyek azelőtt nem voltak honosak, pl. az elektronikai és informatikai iparban a Philips, Szintézis, Somogyi Elektronic. A külföldről beáramló tőkebefektetések jelentős szerepet játszottak az országosan is kiemelkedően magas foglalkozási szint elérésében, a munkanélküliség csökkentésében, a gazdasági szerkezetváltásban és új exportpiacok megszerzésében, kibővítésében. Ma a város iparára egyértelműen jellemző a nyugati orientáció, különösen Németország és Ausztria kiemelkedően fontos a gazdasági kapcsolatok terén.

## Mezőgazdaság, élelmiszeripar
A rendszerváltást követően elsősorban a kárpótlási törvényekhez illetve a privatizációhoz kapcsolódó  tulajdoni változások jelentették a legfontosabb változásokat. A keleti piacok nagy részének elvesztése mellett a termelőszövetkezeti rendszer meggyengítése és felszámolása súlyosbította a helyzetet. Jelenleg Győrben a mezőgazdaság, vadgazdálkodás és az erdőgazdálkodás területén működő vállalkozások száma még az ötvenet sem éri el. A legtöbb (főleg édesipari vállalkozást: Győri Keksz és Ostyagyár, Wolf Hungária kft.) a multinacionális vállalkozások magukba integrálták. Ugyanez történt a húsiparban a Ringa  és a Pannon Baromfival, a hűtőiparban az Arvit Rt.-vel is.
A szektor legnagyobb foglalkoztatója a Pannon Gabona Rt, mely Győrön kívül is rendelkezik üzemekkel. A szeszgyártás két legnagyobb vállalata a Győri Likőr Rt. és a Győri Szeszgyár és Finomító Rt.

## Textilipar
A textiliparban beleértve a bőripart, illetve a ruházati termékek gyártását közel 100 vállalkozás működik. Ezek közül nyolc 250 fő feletti nagyvállalat a többi nem éri el a 10 főt sem. A legjelentősebb a Graboplast, mely holdingként  szervezi a lakásbelső (tapéta, műpadló) gyártó vállalatának irányítását. Megszűnt a Győri Lenszövő Rt. az Uniontext Textilipari kft. és a Gardénia Csipkefüggönygyár Rt. Az ipari park megnyitását követően letelepült a Skiny Gyártó Kft. és az Amoco Fabrics Magyarország Kft.

## Gépipar
A járműgyártás 110 éve köszönhetően a Rába Magyar Vagon- és Gépgyárnak hagyományosnak minősül. A Rábához kapcsolódóan számos kis és középvállalkozás tevékenykedett, és tevékenykedik a gépiparban. A holdinggá átszervezett Rába Járműgyártó Rt. ma három üzletágban tevékenykedik: futómű, járműipari alkatrészek és speciális járművek. A holdinghoz tartozó vállalatok 3700 főnek biztosítanak munkalehetőséget.
Győrnek a gépiparban illetve a járműiparban betöltött térségi központi szerepét elősegítette a Volkswagen csoport 1993-as letelepedése, amely mára cégcsoport, és a világ legnagyobb motorgyára. 2010-ben "körözte" le az addig vezető Toyotát. Hazánkban pedig a második legnagyobb árbevételt és a legnagyobb exportbevételt elérő vállalat. 2001-ben átadták az új motorfejlesztő központot. Az Audi Hungária Motor Kft. foglalkoztatottainak a száma 2007-ben 5415 fő volt, 2012-ben pedig elérte a 8000 főt. A járműiparhoz és az alkatrészgyártáshoz kapcsolódva további nagyobb vállalkozások: Nemak Győr Kft. (korábban Vaw, illetve Hydro Alumínium), Cooper Tools Hungária Kft., Ersblöh Hungária Kft., TIPA Vezérléstechnikai Kft., Jankovits Hidraulika Kft., Borsodi Műhely Kft., valamennyi a Győri Ipari Parkban található.

## Elektronika és informatika
1997-ben a Philips Components Kft. győri letelepedésével az elektronikai ipar tovább színesítette a város és térsége gazdasági szerkezetét. Az épület ma már az AUDI Hungária oktatóközpontja. Ma közel 70 elektronikai vállalkozás található Győrött.

## Építőipar
A rendszerváltás radikális változást hozott az építőiparban. Felszámolták a következő vállalatokat:
- Észak-dunántúli Magas- és Mélyépítő Vállalatot,
- GYÁÉV (Győr megyei Állami Építőipai vállalat) felbomlott,
- Győr-Moson-Sopron megyei Tanácsi Építőipai Vállalat megszűnt.
- EGP Építő. Építőipari Kft.

Az ingatlanpiac alakulása lehetővé tette az építőipar talpráállását és újjáépülését. A GYÁÉV roncsain felcseperedett az INTEGRÁL-H Rt., mely holdingszerűen nyolc vállalatot irányít. Tevékenysége felöleli az építőipar teljes vertikumát. Számottevőek még: A Globál Közmű és Magasépítő kft, és a külföldi érdekeltségű Mischek Hungária kft. Valamint a hazai tulajdonban lévő Pannon Team Építőipari kft. is.

## Kereskedelem, szolgáltatás
Győrben a következő bevásárlóközpontok létesültek az elmúlt 20 évben:
- Győr Plaza
- Árkád üzletközpont
- Tesco nagyáruház
- Interspar nagyáruház
- Metro nagyáruház
- Bricostore barkácsnagyáruház
- Praktiker barkácsnagyáruház
- C&A nagyáruház
- Dunacenter üzletközpont
- Baumax barkácsnagyáruház
- Lidl
- Family Center üzletközpont
- Obi barkácsnagyáruház